# Сунгурларе
Сунгурла̀ре е град в Югоизточна България. Намира се в област Бургас, в близост до град Карнобат. Градът е административен център на община Сунгурларе. По данни на ГРАО към 15 юни 2024 г. в града живеят 3206 души по настоящ адрес и 3577 души по постоянен адрес.

## География
Сунгурларе е разположен в едноименната Сунгурларска долина, която се простира от с. Мокрен до с. Лозарево, на 81 км западно-северозападно от областния център Бургас, на 336 км от столицата София, на 50 км източно от Сливен, на 44 км северно от Ямбол, на 28 км западно от Карнобат и на 13 км източно от с. Мокрен, на 189 м н.в. в подножието на южен склон в Източна Стара планина.

### Климат
Климатът е умереноконтинентален. Характеризира се с мека зима, ранна пролет, умерено лято и топла есен. Валежите са недостатъчни. Не падат големи снегове, но се образуват навявания и преспи поради силните северни ветрове.

## История
Районът е обитаван от антични времена. В землището на Сунгурларе са открити останки от селище, обитавано през късножелязната епоха, както и няколко големи тракийски надгробни могили, намирани са керамични съдове и римски монети. Не са известни никакви исторически данни за времето, когато е създадено Сунгурларе като българско селище. Може да се приеме обаче, че с превземането на Карнобатско и други градове от Североизточна Тракия след битката при Черномен (1371 г.), Сунгурларската долина също попада под османска власт. По време на османското владичество селището е било разположено на около километър северозападно от сегашното си местоположение (в горите над местността Ичмята). Впоследствие жителите се заселват в днешното землище на града. Селището е упоменато в турски регистри от XVI в. под имената Сьонгурларе и Сонгурлар. Според тях през този период населението на Сунгурларе в по-голямата си част е било турско. По време на Руско-турската война освободителните войски преминават през Сунгурларе на 21 и 22 януари 1878 г. След Освобождението от Котелско и Нейково се преселват ок. 20 семейства в Сунгурларе, а местните турци се изселват на юг. За Сунгурларе споменава посетилият го през 1884 г. Константин Иречек: „Сунгурларе е прилично село с 272 къщи. То лежи на шосето от Карнобат за Върбица и при богатствата на своята околност има известно бъдеще“. През 1882 г. е учредено Народно читалище „Просвета“, а четири години по-късно (1886 г.) е открито и училище „Св. св. Кирил и Методий“ (дн. СОУ „Христо Ботев“). През 1900 г. правителството на д-р Васил Радославов прави опит да върне натуралната форма на данъка десятък (в периода 1895 – 1900 г. данъкът е паричен), но това става повод за селски надигания и бунтове в различни краища на страната, влючително и в Сунгурларско. В началото на 1908 г. поради нарасналите нужди и по искане на Общинския съвет е открита Телеграфно-пощенска станция. Установена е телефонна връзка с Карнобат. По време на войните за национално обединение (1912 – 1918) Сунгурларе и близките села отдават 44 жертви. През 1921 г. завършва строежът на църквата „Св. Архангел Михаил“ (всички икони са подарени от сунгурларци). По време на събитията от лятото и есента на 1923 г. в Сунгурларско няма особени вълнения, но въпреки това в селото пристигат четници от ВМРО заедно с военни части, които да охраняват селата от долината. През 1927 г. е учредена Популярна банка „Сунгурларска долина“, а през следващата 1928 г. е създадена Производителна лозаро-винарска кооперация „Сунгурларски мискет“.
През 1933 селото получава одобрение за финасиране от държавния фонд Кооперативни строежи на народни училища.
През пролетта на 1941 г. в сградата на училището временно са настанени немски войски. През периода 1941 – 1944 г., въпреки честите акции на партизанския отряд „Смърт на фашизма“ в близките села, от Сунгурларе няма партизани, но местните дейци на нелегалната БРП(к) са арестувани. През лятото на 1944 г. в Сунгурларе са настанени жандармеристи от Сливен за охрана на селата. На 9 септември 1944 г. новата власт е провъзгласена от сформирания ОФ комитет. На 12 септември през селото преминават съветски войски. В заключителния етап на войната (1944 – 1945) от Сунгурларе участват 95 души, от които са убити 8 (за увековечаване на паметта им през 1969 г. е издигнат скромен паметник). През 1945 г. е създадено едно от първите в страната ТКЗС. Същата година е учредена Трудово-производителна кооперация (ТПК), а през 1952 г. е създадена машинно-тракторна станция.
На 4 септември 1974 г. селището е обявено за град с указ на Държавния съвет на НРБ. Във връзка с 13-вековния юбилей на България е открита нова сграда на пощенската станция (1981 г.), а през 1988 г. е открита и музейна сбирка по лозаро-винарство.

## Население
Населението на Сунгурларе наброява 3654 жители (по данни от 2005 г.), предимно християни. Има общност от роми, определящи се за турци. Естественият прираст на града е отрицателен.
Численост на населението според преброяванията през годините:
| \| Година на преброяване \| Численост \| \| --------------------- \| --------- \| \| 1934 \| 2252 \| \| 1946 \| 2575 \| \| 1956 \| 3434 \| \| 1965 \| 3754 \| \| 1975 \| 3586 \| \| 1985 \| 3680 \| \| 1992 \| 3750 \| \| 2001 \| 3691 \| \| 2011 \| 3226 \| \| 2021 \| 3219 \| |           |
| Година на преброяване | Численост |
| 1934 | 2252      |
| 1946 | 2575      |
| 1956 | 3434      |
| 1965 | 3754      |
| 1975 | 3586      |
| 1985 | 3680      |
| 1992 | 3750      |
| 2001 | 3691      |
| 2011 | 3226      |
| 2021 | 3219      |

Етническият състав включва 1921 българи, 330 турци и 156 цигани.

## Обществени институции
- Районно полицейско управление
- Народно читалище „Просвета“ 1882
- Общинска администрация
- СОУ „Христо Ботев“
- ДГС Сунгурларе
- Общинска болница
- Пощенска станция
- Банка ДСК
- Музей по лозаро-винарство
- Информационен Бизнес център
- ОДЗ „Слънце“
- Общинска служба по земеделие
- ПК „Сунгурларски мискет“

## Икономика
Добре развито е земеделието и отглеждането на зърнени култури. Като традиционен местен поминък от векове се е наложило отглеждането на лозови насаждения (сорт Сунгурларски мискет). През 1978 г. е открит Завод за хидравлични елементи (ЗХЕ) „Младост“, като поделение на МЗ „Бончо Шанов“ – Казанлък в системата на ДСО „Хидравлика“, който изработва дроселиращи клапани за тръбен монтаж за нуждите на мотокаростроенето и за различните хидравлични системи в селскостопански, транспортни и стационарни машини. Местният Винпром „Винекс Славянци“АД е сред най-авторитетните винопроизводители в България. Със своите 6300 дка лозови масиви той произвежда висококачествени трапезни и бели вина, ракии, вермути и аперитиви за местния пазар и износ, като е търсен и уважаван партньор на много чуждестранни винопроизводителни предприятия.

## Личности
Родени
- Антония Малинова, актриса
- Пламен Гетов, футболист

Свързани с града
- Тони Дачева, попфолк певица

## Забележителности
- Местността Ичмята, за която има легенда, че именно там християнска девойка е намерила смъртта си, за да не приеме мюсюлманска вяра.
- Музей по лозарство и винарство.
- Общ паметник на загиналите сунгурларци в Отечествената война и Тодор Живков по случай 100 години от рождението му (2011 г.).
- Паметна плоча на мястото, където през 1900 година е проведен бунт срещу данъка десятък.

## Редовни събития
- 14 февруари – празникът на светията Трифон Зарезан се чества като ден на града.
- Първата събота на юни всяка година се провежда Мегданско увеселение „Долината на лозите пее и танцува“.
- 6 септември – празник на Сунгурларе по случай обявяването му за град.
- Последната събота на октомври се провежда Национален фолклорен конкурс за изпълнители на тамбура „Руско Стефанов“.

## Спорт
Местният футболен клуб ФК „Сунгурларска долина“ е със сериозни традиции, въпреки че не изживява най-добрите си дни. Един от малкото отбори, които през цялото си съществуване са носили едно и също име и то никога не е променяно. Клубът е два пъти осминафиналист на Републиканското селско първенство (преди 1974 г.), а също така и многократен окръжен първенец. ФК „Сунгурларска долина“ има шест сезона във В група, както и три сезона в т.нар. „зонови групи“. През 1994/95 година се бори за влизане в Б група, но е изваден заради съмнителни обвинения в корупция, базиращи се най-вече на твърденията на футболист от Стралджа от ромски произход.
Класиране в последните сезони:
2008/2009 – Западна Б областна група – 7-о място 26 	13 	1 	12 	72:50 	40
Отборът регистрира най-слабото и класиране в историята.
След посредствен есенен полусезон тимът прави силна пролет в началото и в един момент дори има шанс да се пребори за промоция.
След поражение в Руен с 0:2 обаче следва истински срив, който завършва с домакинска загуба 2:4 от скромния отбор на Балкан (Прилеп).
2008/2009 – Северна Б областна група – 6-о място 18 9 0 9 45:45 27
2007/2008 – А Областна група – 13-о място 26 6 3 17 35:78 21 (изпада)
2006/2007 – Северна А областна група – 5-о място 26 14 2 10 62:40 44
2005/2006 – А Областна група – 18-о място 10 3 0 7 18:28 9 (плейофи)
2005/2006 – А Областна група – 5-о място 12 3 1 8 24:55 10 (редовен сезон)
2004/2005 – няма отбор
2003/2004 – няма отбор
известни треньори на отбора: 
Димитър Димитров-Херо, Христо Димитров-Ричката, Марю Митев (над 20 сезона), Христо Атанасов (играещ треньор за 1 сезон), Радостин Терзиев (от 2009 година).
В началото на 70-те години ДФС „Сунгурларска долина“ има и баскетболен мъжки отбор, който се състезава във 2-ра група на зона „Загоре“.